# Велика М’ясиха
Велика М’ясиха (рос. Большая Мяссиха) — присілок в Ветлузькому районі Нижньогородської області Російської Федерації.
Населення становить 20 осіб. Входить до складу муніципального утворення Волиновська сільрада.

## Історія
Від 2009 року входить до складу муніципального утворення Волиновська сільрада.

## Населення
| 1999 | 2002 | 2010 |
| ---- | ---- | ---- |
| 28   | ↗37  | ↘32  |